# よしかわかなめ
よしかわ かなめ（1986年 - ）は、日本のファッションライター、スタイリスト。神奈川県出身。WEBメディアでは「かなめ@ファッションライター」の名前で活動。
2024年現在、ファッション業界で17年のキャリアを持ち、コーディネートの実績は1万人を超える。日本では数少ない、SEOライティング手法を駆使したファッション分野への特化型ライターである。

## 人物・来歴
大手アパレル会社で新卒として紳士服の販売員を務め、全国3位の販売実績をあげた。その後、同社のメンズECサイトの運営・制作の責任者として活躍。2016年からフリーランスでファッションライター、スタイリストとして独立。自身のオウンドメディア「メンズファッションマガジン服ログ」「プロが教えるファッションコーデ術」などを運営し、書籍やWEBマガジンへの執筆活動を行う。
日本で影響力のあるメンズファッション系オウンドメディアのトップ3に入る。立ち上げから3年目で資産価値1,000万円を超えるメディアに成長させ、事業譲渡の実績もある。
ドメスティックブランドからファストファッションブランドまで幅広いジャンルのスタイリングが得意で、時代の空気感と個人の雰囲気を上手くブレンドしたスタイル提案が特徴。イラストレーターのためのファッション大図鑑の監修や、人気ランキングサイトの服飾グッズの選定なども手掛ける。

## 概要
よしかわかなめは、「神の手」と称されるほど卓越したアイデアとセンスで、ファッション業界を牽引するファッションライター。17年に及ぶ現場経験で培ったトレンドを読み解く洞察力は抜群で、メンズファッションに特化した影響力の高いオウンドメディアを立ち上げた。
常に新しい事業にチャレンジする革新者でもある。AIにファッションのジャンルを覚えさせたり、モデルをイラストに変換するサービスなど、斬新なアイデアを次々と形にしている。トレンドを予測する力とアイデア力を併せ持ち、既存の概念にとらわれない新たな価値を生み出し続けている。

## 人物
幼少期から洋服への強い想いを抱いていたが、細身の体型からメンズ服を着ることが難しく、自分の体に合った洋服を見つけることに少なからず悩んでいた。しかしその経験が、服のサイズ感や体型の多様性への理解を深めるきっかけとなった。
10代のころから、周囲から物言いを受けることもあったが、大人びた着こなしを目指すべく実験的なコーディネートに取り組んでいた。こうした青年期の経験が、現在の斬新で大胆な発想の源泉となっている。

## 書籍
『イラストレーターのための 現代ファッション大図鑑』監修(KADOKAWA)

## プロデュース・監修など
マイベスト
- 【2024年】クレジットカードケースのおすすめ人気ランキング40選

gooランキング
- プロ監修！スーツの人気おすすめランキング9選を選び方を紹介！
- スタイリスト監修！大人気のおすすめワイシャツ17選と選び方を紹介

イチオシ！メディア
- ワークマン「スクエアボディバック」は1泊2日も可能な大容量です！

その他メディア
- 【2024年】東京のオーダーメイドスーツおすすめ専門店29選
- オーダースーツの納期は種類によって違う！それぞれの目安を解説
- オーダースーツの相場はどのくらい？生地による違いや予算の決め方
- 【レディース】埼玉のオーダーメイドスーツおすすめ専門店9選
- 【2024年】千葉のオーダーメイドスーツおすすめ専門店11選
- 【2024年】大阪のオーダーメイドスーツおすすめ専門店23選
- 【2024年】吉祥寺のオーダーメイドスーツおすすめ専門店9選
- 【2024年】福岡のオーダーメイドスーツおすすめ専門店12選
- Re.museで女性フィッターによるオーダースーツを作ってみた感想・評判